# Hermann Reil
Hermann Reil (* 25. Februar 1962) ist ein deutscher Motorjournalist und ehemaliger Chefredakteur von mot.

## Leben
Ab 1983 war Reil Volontär und Redakteur bei Der neue Tag in Weiden. Anschließend arbeitete er ab 1990 als Redakteur bei mot, wo er 1994 zum Ressortleiter Test wurde. 
Ein Jahr später stieg er zum stellvertretenden Chefredakteur auf. Ende 1999 wurde er Chefredakteur von mot (2005 in Motors umbenannt).
Reil leitet derzeit (2019) eine Kommunikationsagentur, die Broschüren für Automobilhersteller gestaltet.